# JS Kairouan
El Jeunesse Sportive Kairouanaise es un equipo de fútbol de Túnez que juega en el Championnat de Ligue Profesionelle 2, el segundo torneo de fútbol más importante del país.
Fue fundado en el año 1942 en la ciudad de Kairouan y cuenta con 1 título de liga en el año 1977, único título que tiene actualmente.
A nivel internacional ha participado en 2 torneos continentales, dionde su mejor participación ha sido en la Copa CAF 1994, alcanzando los cuartos de final.

## Palmarés
- Championnat de Ligue Profesionelle 1: 1

1976-77
- Copa de Túnez: 0
  - Finalista: 1

1995-96

## Participación en competiciones de la CAF
| Temporada | Torneo                       | Ronda            | Club                | Casa | Visita | Global      |
| --------- | ---------------------------- | ---------------- | ------------------- | ---- | ------ | ----------- |
| 1994      | Copa CAF                     | 1                | ASC Garde Nationale | 3-1  | 1-1    | 4-2         |
| 1994      | Copa CAF                     | 2                | AS Nianan           | 3-1  | 1-3    | 4-4 (6-5 p) |
| 1994      | Copa CAF                     | Cuartos de final | CS Saint-Denis      | 1-0  | 3-5    | 4-5         |
| 2005      | Copa Confederación de la CAF | 1                | Al-Ittihad Trípoli  | 3-2  | 0-3    | 3-5         |

## Presidentes
| - Chedly Belhaj (1942-44) - Cherif Mtelli (1944-46) - Abdelkader Fitouri (1946-47) - Jilani Laaouani (1947-48) - Abdelkader Fitouri (1948-50) - Hamda Laaouani (1950-56) - Zribi Tassi (1957-62) - Hamda Laaouani (1962-63) - Naceur Malouche (1963-64) - Mustapha Ben Ghanem (1964-65) - Abdeljelil Fourati (1965-67) - Taoufik Nabli (1967-68) - Naceur Malouche (1968-70) - Hamda Laaouani (1970-77) - Aziz Miled (1977-79) - Mustapha Barrek (1979-80) - Aziz Miled (1980-82) | - Rachid Meftah (1982-84) - Ezzeddine Abdelkefi (1984-85) - Mohamed Negra (1985-88) - Hafedh Allani (1988-89) - Taoufik Miled (1989-90) - Rachid Meftah (1990-92) - Abderrazak Lyazid (1992-95) - Mohamed Atallah (1995-96) - Mohamed Mestiri (1996-97) - Mohamed Atallah (1997-99) - Abderrazak Lyazid (1999-01) - Mohamed Atallah (2001-03) - Hedhili Fayala (2003-06) - Fateh Alouini (2006-07) - Mohamed Atallah (2007-09) - Fateh Alouini (2009-11) |

## Jugadores

### Jugadores destacados
- Khaled Badra
- Amine Chermiti